# アルフォンス・ド・ロチルド
アルフォンス・ド・ロチルド男爵（Le baron Alphonse de Rothschild、1827年2月1日 - 1905年5月26日）は、フランスの銀行家、貴族。
パリ・ロチルド家（英語読みでロスチャイルド家）の第2代当主。ジェームス・ド・ロチルドの長男。

## 経歴
1827年にロチルド家（ロスチャイルド家）の始祖であるマイアー・アムシェル・ロートシルトの五男（末子）のジェームス・ド・ロチルド男爵の長男としてパリに生まれる。
作家・高等師範学校長デジレ・ニザールが家庭教師につき、彼から教育を受けた。1848年にフランス国籍を取得した。
1868年に父ジェームスが死去するとコンコルド広場にある邸宅とラフィット通りにあるロチルド銀行を継承した。当時彼は41歳だった。次弟ギュスターヴと協力して事業を行った（三弟サロモンはすでに死去しており、四弟エドモンは事業に関心がなかった）。
スペイン王位継承問題で普仏関係が悪化する中の1870年5月にアルフォンスは皇帝ナポレオン3世に召集され、英国政府に普仏関係の調停をするよう働きかけてほしいと依頼された。フランス政府から直接イギリス政府に働きかければフランスが弱い立場にあることを国際的にさらけ出すようなものなので、ナポレオン3世としてはロチルド家の非公式ルートを使いたがっていたのだった。アルフォンスは早速、ロンドン・ロスチャイルド家の御曹司ナサニエルと連絡を取った。ナサニエルはアルフォンスの要請通り、ウィリアム・グラッドストン首相と会見してナポレオン3世の意志を伝えたが、グラッドストンは「イギリス政府はプロイセン政府に影響を及ぼせる立場にはない」と回答し、関わることを拒否した。
こうして7月には普仏戦争が勃発した。ナポレオン3世は9月にもプロイセン軍の捕虜となり、第二帝政は崩壊した。パリでは共和政が樹立されるも、プロイセン軍の包囲をうけた。パリ包囲戦中、アルフォンス所有のフェリエール宮殿はプロイセン占領軍に大本営として接収され、プロイセン国王ヴィルヘルム1世や鉄血宰相ビスマルクが入城した。しかしヴィルヘルム1世が一切の略奪を禁止してくれたおかげで邸宅が略奪を受けることはなかったという。
パリ包囲戦中にはロンドン・ロスチャイルド家の協力も得て、飢餓にあえぐパリ市民に食料を届ける救援活動に尽くした。
保守主義者のアルフォンスは共和政体を嫌っており、第二帝政崩壊直後にはオルレアン家による王政復古を希望したが、パリ・コミューン政府の樹立があったため、これを警戒して保守的であるなら共和政体でもよいと考え直し、アドルフ・ティエールが指導する第三共和政を支持した。
アルフォンスはフランス銀行理事でもあったため、プロイセン政府との交渉にも活躍した。ビスマルクとの会見に際してアルフォンスはドイツ語を使用することを拒否してビスマルクの機嫌を損ねたというが、50億フランの賠償金はロチルド家の金融なくしては空手形になりかねないので、ビスマルクとしてもアルフォンスの意向を完全に無視することはできなかったという。結局アルフォンスの尽力のおかげでフランス政府は予定よりも2年早く賠償金を支払い終えることができたのだった。
戦後も保守的な立場を取り続け、北部鉄道所有者として他の鉄道経営者たちとともにレオン・ガンベタの鉄道国有化構想に反対した。また労働者運動にも懐疑的であり、1879年にはジャーナリストとの対談で「私は労働者の運動を信じない。実際には多くの労働者は不平を持っておらず、彼らの置かれている環境に満足している。煽動者がいて、その者たちができる限り騒ぎを起こしたがっているだけである。」と語った
石油が最先端産業として登場してくるといち早く目を付け、1883年には財政困窮に陥ったロシア帝国政府の公債発行を引き受ける代わりにバクー油田の中でも最大規模のバニト油田をロシア政府よりもらい受けた。バクー油田の開発を進めているアルフレッド・ノーベルに資金提供して開発を進めた。
1905年に死去。パリ・ロチルド家の家督は長男エドゥアールが相続した。

## 人物

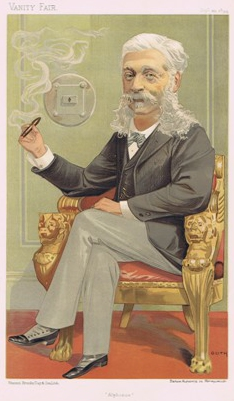
1894年9月20日発行の『バニティ・フェア』誌に描かれたアルフォンスの戯画。

体格は小柄だが、頑丈で冷静な人物だったという。ヨーロッパで最も立派なひげを生やす男と呼ばれていた。
フランス学士院の会員でもあり、芸術家の保護に熱心だった。才能を認めた芸術家の作品を積極的に買い支えた。インフラストラクチャー設備の慈善活動も熱心に行い、フランス全土に博物館や役所、学校を寄贈している。寄贈を行った市町村の数は200にも及ぶという。
専用列車で鉄道旅行するのが趣味だった。またルネサンス期の金工品をコレクションしていたという。

## 家族
1857年にロンドン・ロスチャイルド家の当主ライオネル・ド・ロスチャイルドの娘レオノラ（Leonora）と結婚した。式はイギリスで挙げ、元首相ジョン・ラッセル卿や未来の首相ベンジャミン・ディズレーリなど錚々たる顔ぶれが出席した。レオノラとの間に以下の2子を儲けた。
- 第1子（長女）シャルロット・ベアトリス（フランス語版）（1864年-1934年）
- 第2子（長男）エドゥアール・アルフォンス・ジェームス（1868年-1949年）： パリ・ロチルド家第3代当主。